# Nowhere Bound
Nowhere Bound je divadelní hra, kterou napsal Leo Birinski ve Spojených státech. Byla uvedena v broadwayském divadle Imperial Theatre v lednu 1935.  Text hry se zatím nepodařilo objevit, takže základní informaci o obsahu hry lze získat jen z nepřímých zdrojů. Hlavním místem děje je vlak, kterým jsou odváženi z Chicaga lidé deportovaní z USA jakožto nežádoucí osoby. Jeden z pracovních názvů hry zněl Garbage Express, tedy Odpadkový expres. Mezi deportovanými se skrývá před svými bývalými komplici gangster Al Pomo a pokouší se uniknout z USA do Itálie. Dva muži podsvětí se však dostanou do vlaku a chtějí Al Poma zabít. „Po vraždě“ – jak napsal recenzent týdeníku Time – „se hra překvapivě mění z celkem dobrého melodramatu na docela dobrou frašku“.

## Základní informace o hře
- Autor: Leo Birinski.
- Původní název: Nowhere Bound.
- Podtitul: Hra ve třech dějstvích.
- Jazyk originálu: angličtina.
- Rok vzniku nebo zveřejnění: 1935.
- První jevištní uvedení: 22. ledna 1935 – Imperial Theatre, New York City; produkce: Birinski, Inc.; režie: A. H. van Buren; scénografie: Karl Amend; celkem 15 představení; konec provozování: únor 1935.